# Zuzka Medveďová
Zuzka Medveďová serb. Зуска Медвеђова (ur. 5 października 1897 w Bačkim Petrovacu, zm. 1 lutego 1985 w Pezinoku) – malarka serbska i jugosłowiańska, pochodzenia słowackiego.

## Życiorys
Pochodziła z rodziny chłopskiej, była jednym z czwórki dzieci Jana i Mariji Medveďovej. Już w czasie nauki w szkole powszechnej wyróżniała się talentem artystycznym. Jej nauczyciel próbował przekonać rodziców, aby wysłali ją do szkoły artystycznej, ale rodzina była zbyt uboga. Po raz pierwszy obrazy Zuzki Medveďovej zaprezentowano publicznie w 1919 w Bačkim Petrovacu, wspólnie z pracami uznanych artystów Karola Lehotskiego, Ivana Grupnika i Andreja Labata. W 1920 portrety artystki zaprezentowano na wystawie w Zagrzebiu. W 1921 udało się jej wyjechać do Pragi, ale spóźniła się na egzaminy wstępne do Akademii Sztuk Pięknych i podjęła naukę w prywatnej szkole prowadzonej przez Ferdinanda Engelmillera. Z powodów finansowych przerwała naukę i po nieudanej próbie rozpoczęcia studiów w Berlinie (nie znała niemieckiego) powróciła do domu rodzinnego.
We wrześniu 1922 w budynku gimnazjum w Bačkim Petrovacu otwarto pierwszą wystawę indywidualną prac Medveďovej, na której zaprezentowano 95 obrazów, w tym 40 olejnych. Wśród eksponowanych prac znalazły się dwa najbardziej znane dzieła artystki: Słowacki pokój (Словачка соба) i Żniwa (Жетва). W tym czasie uczyła się w Szkole Przemysłowej w Zagrzebiu, ale dzięki wsparciu nauczyciela Juliusa Kubanja udało się jej wyjechać do Pragi, gdzie w 1923 rozpoczęła studia w Akademii Sztuk Pięknych, pod kierunkiem Maksa Szwabinskiego i Jakuba Obrovskiego. Studia ukończyła w roku 1929. Po ukończeniu studiów powróciła do rodzinnej miejscowości, gdzie zajmowała się malarstwem, a także przygotowaniem ilustracji do książek.
W 1931 artystka zaprezentowała swoje prace na wystawie w Kisaču, w czasie obchodów rocznicy powstania Towarzystwa Kobiet Czechosłowackich w Jugosławii. Kolejną wystawę indywidualną prac Medveďovej zorganizowano w 1934 w Trenczynie, w hotelu Tatra, gdzie zaprezentowano 40 prac, w tym portrety, martwą naturę, a także kompozycje figuralne.
W czasie II wojny światowej przeniosła się do Bratysławy, gdzie mieszkała aż do śmierci. W tym czasie często odwiedzała Bački Petrovac. W 1967 z okazji 70 rocznicy urodzin artystki zorganizowano w tym mieście wystawę jej obrazów, a pięć lat później kolejną w miejscowym muzeum. W 1977 Telewizja Nowy Sad zrealizowała film o artystce, w 80 rocznicę jej urodzin. Zmarła w Pezinacu, a urna z jej prochami w marcu 1985 spoczęła na cmentarzu w Bačkim Petrovacu, w grobie rodzinnym. 1 lipca 1989 otwarto w dawnym gimnazjum galerię noszącą imię Zuzki Medveďovej.

## Twórczość
Bogaty dorobek twórczy Medveđovej obejmuje głównie portrety, martwą naturę i inspirowane słowackim folklorem kompozycje figuralne. Portretowała znane postacie historyczne, ale także krewnych i znajomych. Szereg obrazów poświęciła przedstawieniu scen z życia społeczności słowackiej. Galeria w Bačkim Petrovacu gromadzi 828 dzieł artystki.

## Galeria

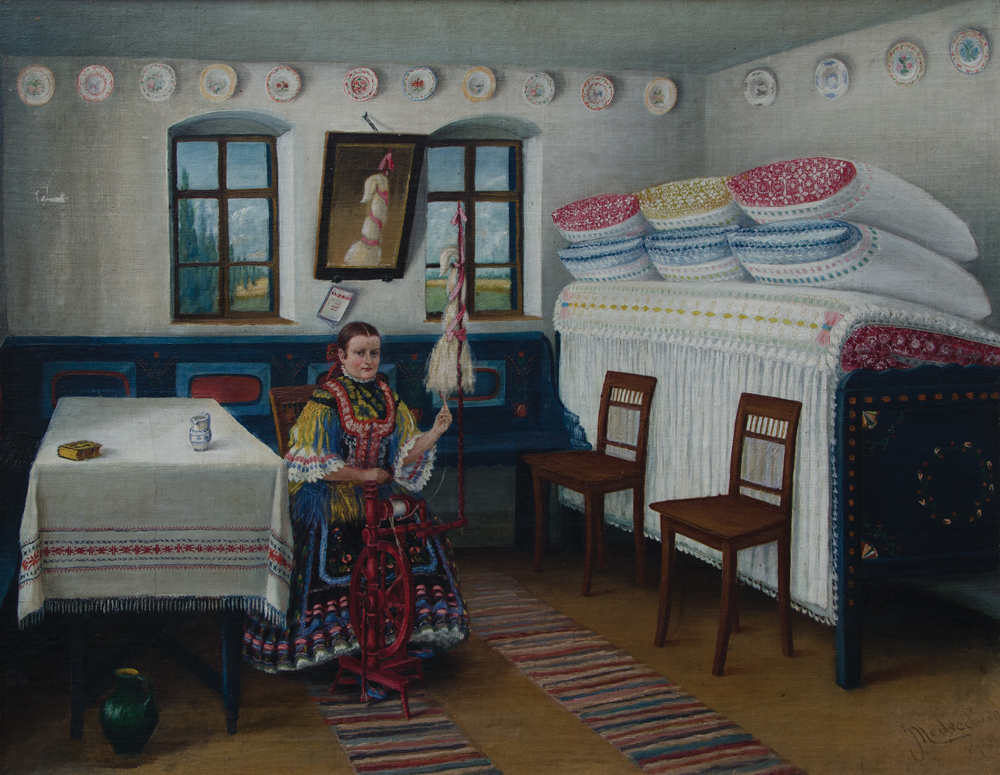
Słowacki pokój (olej)
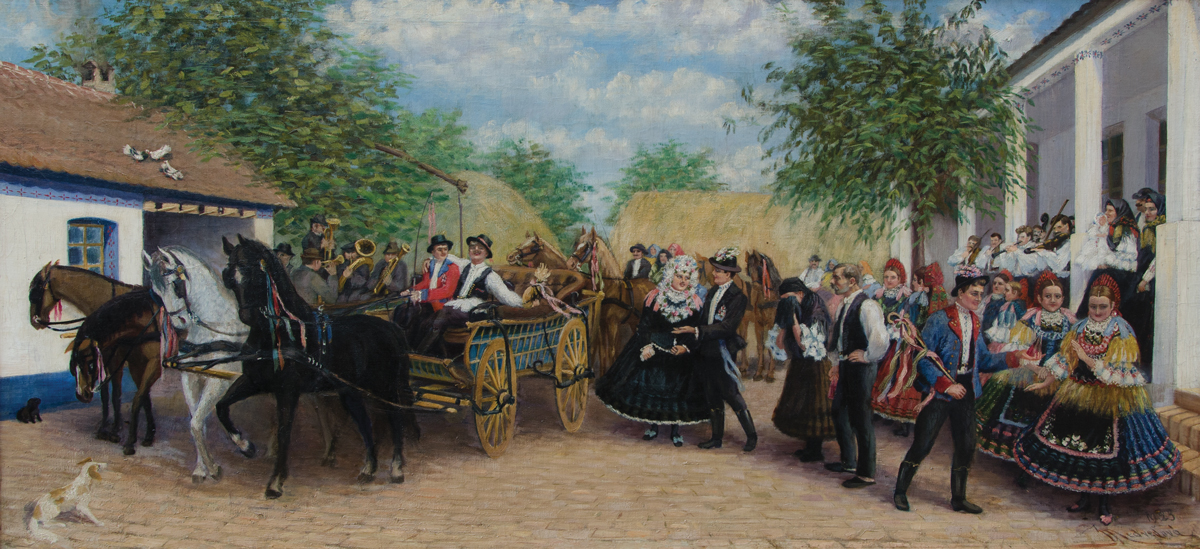
Słowackie wesele w Petrovacu
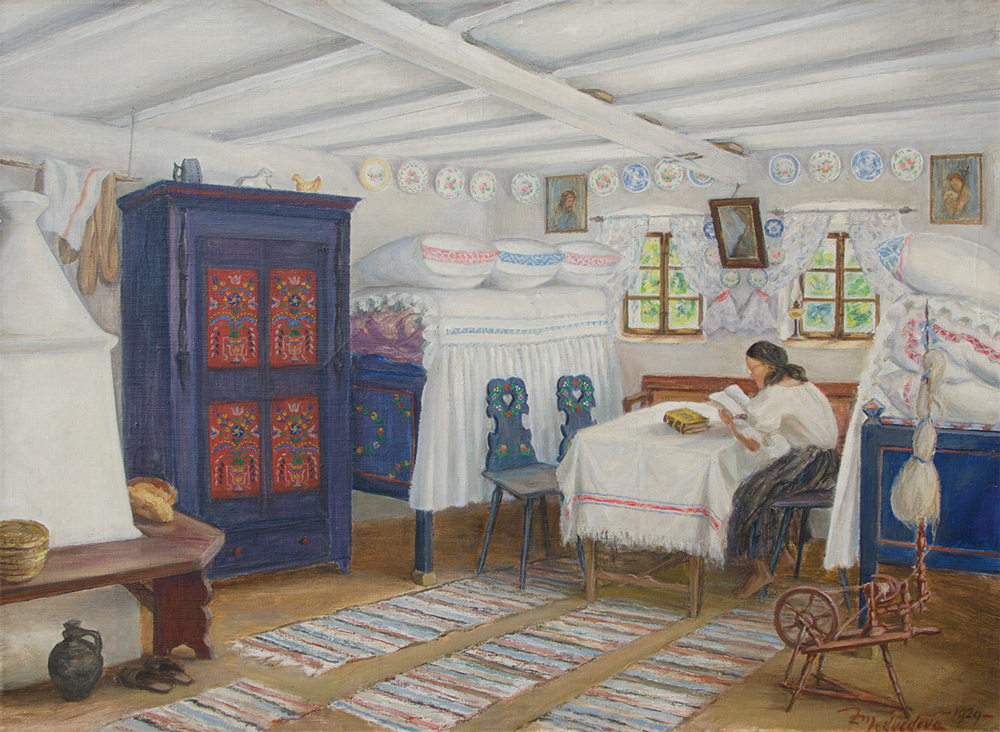
W niedzielę
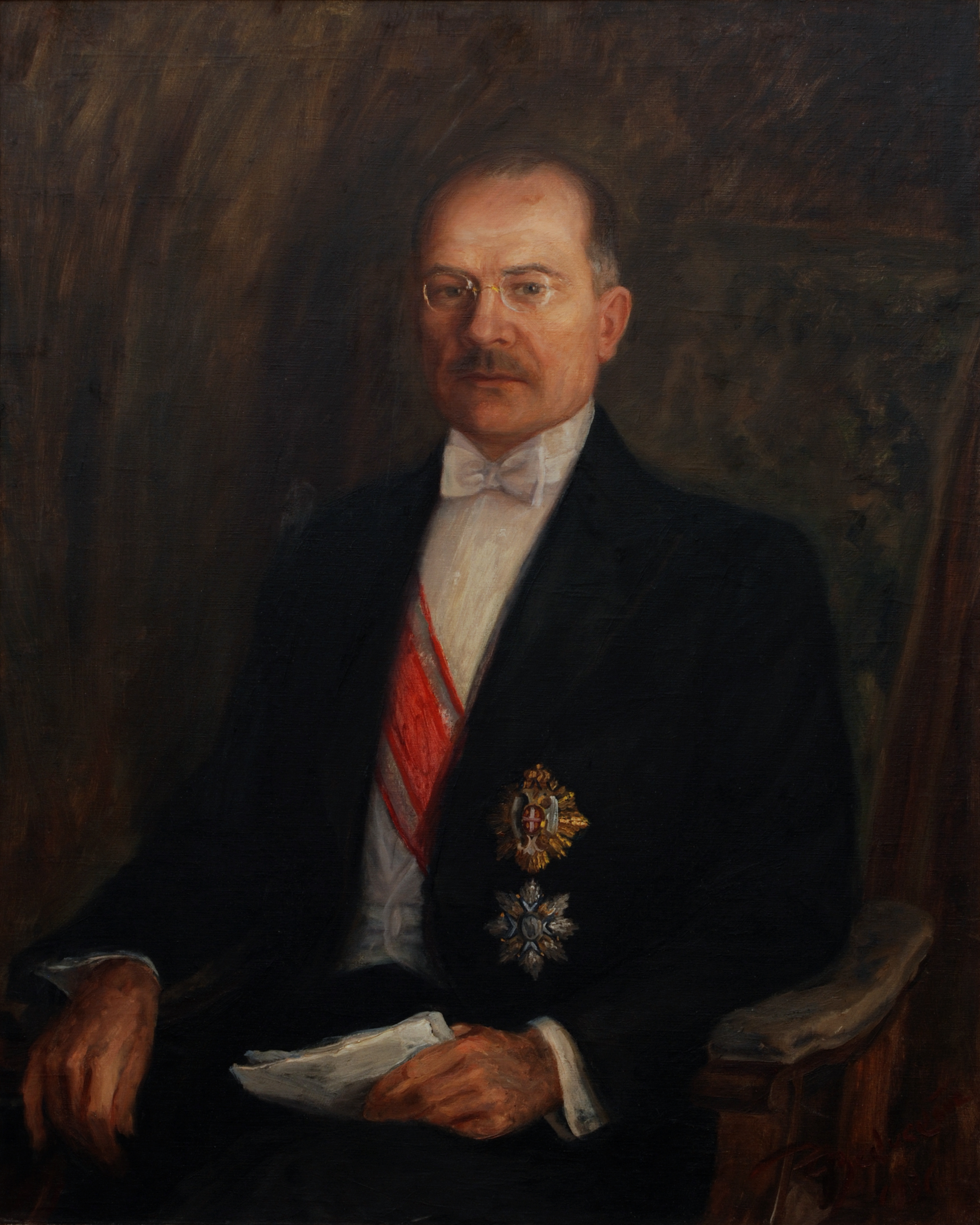
Portret Milana Hodžy
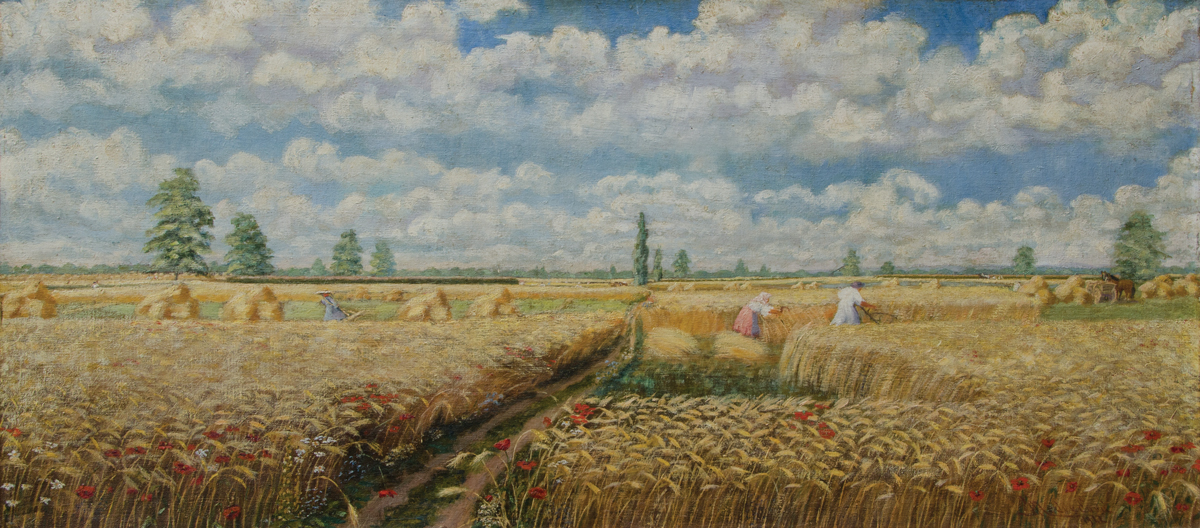
Żniwa